# Ivana (Batanes)
Ivana è una municipalità di sesta classe delle Filippine, situata nella Provincia di Batanes, nella Regione della Valle di Cagayan.
Ivana è formata da 4 baranggay:
- Radiwan
- Salagao
- San Vicente (Igang)
- Tuhel (Pob.)